# Хутор-Мокляки
Хутор-Мокляки (укр. Хутір-Мокляки) — село на Украине, находится в Емильчинском районе Житомирской области.
Код КОАТУУ — 1821783404. Население по переписи 2001 года составляет 495 человек. Почтовый индекс — 11243. Телефонный код — 4149. Занимает площадь 1,832 км².

## Адрес местного совета
11243, Житомирская область, Емильчинский р-н, с. Кулеши, ул. Шевченко, 25